# 불어라 봄바람
"불어라 봄바람"(영어: Spring Breeze)은 2003년에 개봉한 대한민국의 영화이다.

## 등장 인물

### 주요 인물
- 선국 : 김승우
- 화정 : 김정은

### 주변 인물
- 노 작가 : 변희봉
- 홍 마담 : 김혜옥
- 선국 부 : 장인한
- 선국 모 : 김영옥
- 심 작가 : 장현성
- 희구 : 김경범

### 그 외 인물
- 윤 작가 : 장민석
- 편집장 : 민경진
- 다방 아가씨 1 유나 : 박효주
- 다방 아가씨 2 세라 : 조수진
- 다방 아가씨 3 초희 : 원애리
- 강원도 할아버지 : 김성겸
- 강원도 할머니 : 김경애
- 청년 신도 1 : 김학규
- 청년 신도 2 : 정우
- 청년 신도 3 : 김진국
- 청년 신도 4 : 심영식
- 청년 신도 5 : 김경훈
- 청년 신도 6 : 윤형민
- 청년 신도 7 : 송창근
- 아줌마 신도 2 : 한숙희
- 부동산 사장 : 김기천
- 라디오 진행자 : 김수한
- 일본인 가이드 : 김영임
- 일본인 관광객 1 : 츠치다 마키
- 일본인 관광객 2 : 야마노우치 타스쿠
- 일본인 관광객 3 : 카토 유코
- 택시 기사 : 전대병
- 차 강도 1 : 이준
- 차 강도 2 : 정현두
- 동네 경찰 : 전상진
- 강원도 경찰 : 김수환
- 노인정 할머니 : 장문정
- 남자 환자 : 최영록
- 택시 승객 : 홍희용
- 의사 : 이규환
- 간호사 : 최수정
- 간호사 : 김남화
- 원무과 직원 : 이미연
- 미용사 : 김지현
- 남원 다방 아가씨 : 강민정
- 동네 서점 주인 : 장항준
- 남원 서점 주인 : 문용식
- 동물의 왕국 성우 : 유강진
- 소녀 가장 : 최지영
- 소녀 가장 동생 : 최장우
- 어린 화정 : 배소연
- 어린 선국 부 : 정충만
- 어린 선국 모 : 김보람

### 우정출연
- 신부 : 성지루

## 제작진
- 감독, 각본 : 장항준
- 조감독 : 정현두
- 연출부 : 유영선, 임상운, 김남수
- 스크립터 : 유지혜
- 촬영 : 문용식
- 촬영부 : 홍승완, 서명성, 최진택, 서종욱, 김문석
- 조명 : 최성원
- 조명부 : 박민수, 이성문, 김인태, 배경섭, 김윤희, 손혁, 이상문
- 스틸 : 류정호, 김민기, 최유정
- 기획 : 이관수, 김상진
- 제작 : 강우석
- 프로듀서 : 이관수
- 제작실장 : 이용남
- 제작부장 : 이준
- 제작부 : 황상길, 안성현, 김태윤, 최화영
- 제작관리·회계 : 최선희
- 동시녹음 : 최재호
- 음향 : 김석원, 김창섭
- 음악 : 윤종신
- 미술 : 김보선
- 미술팀 : 손민정, 김웅
- 세트 : 이기석
- 소품 : 김남주
- 소품팀 : 김인지, 유정숙, 이해진
- 특수분장 : 이동섭
- 특수효과 : 김병기
- 분장 : 강경화
- 분장팀 : 김주희
- 의상 : 김효은
- 현장편집 : 손희창
- 편집 : 고임표
- 네가편집 : 최현숙, 이송이
- 시각효과 : 강인철
- 색보정 : 이용기
- 메이킹 : 조용관, 고성혁
- 스토리보드 : 이루마
- 마케팅 : 김은성, 김희성, 최진
- 세트진행 : 김정곤, 이광봉
- 시각효과팀 : 김상택, 송승환, 윤영한
- 다이알 에디터 : 최은하, 박진홍
- 사운드 이펙트 에디터 : 박주강, 이중호
- 폴리 아티스트 : 박준오
- 리 레코딩 믹서 : 김창섭
- 사운드 옵티컬 : 홍윤성
- 돌비 컨설턴트 : 김재경
- 붐오퍼레이터 : 지창주
- 붐어시스턴트 : 김창훈, 김동표
- 예고편 : 이현식
- 홈페이지 : 이준석 (카인드인표)
- 특수장비 : 영상시대
- 키그립 : 이종오
- 돌비그립 : 임용수, 윤대균
- 지미집 : 박천복
- 지미집 어시스턴트 : 임형진, 백진규, 김진희, 서동우
- 스테디캠 : 여경보
- 스테디캠 어시스턴트 : 전용훈, 기대림
- 발전차 : 오성택
- 카메라대여 : 원정주
- 필름 : 홍성곤
- 렉카 : 우금호
- 운송 : 이경형, 김호영
- 옵티칼 : 서광열
- 자막 : 주광동
- 조명크레인 : 최명덕
- 안무 : 신경애
- 스턴트 : 한정현
- 캐스팅지원 : 양혁준, 박환수, 백재홍
- 보조출연 : 양진욱, 최종호, 새들기획
- 디자인 : 아상수, 민경호
- 온라인 마케팅 : 유미영, 김언진
- 광고사진 : 윤형문
- 마케팅관리 : 황지현
- 김승우 매니저 : 이마음, 이태주
- 김정은 매니저 : 추연진
- 식당차 : 정자영
- 스탭보험 (현대해상) : 류인종

## 제작지원
- 시네마 서비스 (제작, 배급)
- SBS (투자)